# Philibert Verdure
Pour les articles homonymes, voir Verdure.
 Florent Philibert Verdure  (Mons, 15 septembre 1857 - Mons, 27 juillet 1939) est un journaliste et homme politique socialiste wallon du POB.

## Biographie
Philibert Verdure  est imprimeur-éditeur de « La tribune de Mons », journal progressiste en 1890. Il est ensuite journaliste à l’hebdomadaire « le Suffrage Universel » créé en 1891 par Alfred Defuisseaux et Désiré Maroille.  Il est ensuite le directeur de « l’Avenir du Borinage », journal officiel de la fédération boraine du POB.
Député suppléant en 1914, il devient député de la circonscription de Mons-Borinage en novembre 1918 à la suite du décès d’Alfred Bastien durant la grande guerre, il le reste jusqu'aux élections législatives du 16 novembre 1919. À nouveau député suppléant, il redevient député en février 1924 à la suite du décès de Camille Moury, il est ensuite élu lors des élections  législatives de 1925 et 1929. Il ne se représente pas aux élections de 1932.